# Jose Glover
Joseph Glover (meist Jose oder Josse Glover genannt; † Ende 1638) war ein englischer nonkonformistischer Geistlicher, der als Pionier des Buchdrucks in den englischen Kolonien Nordamerikas gilt und zu den Gründern des Harvard College gehörte.

## Leben
Glover war von 1628 bis 1636 Rektor von Sutton, damals in der Grafschaft Surrey. Um 1630 heiratete er zum zweiten Mal, und zwar Elizabeth Harris, die Tochter von Reverend Nathaniel Harris, Rektor von Bletchingley in Surrey.
Um 1634 besuchte Glover Neuengland und warb um Unterstützung für das spätere Harvard College. Es gelang ihm, eine Druckerpresse und Ausrüstung zu kaufen, indem er in England und Holland Geldmittel beschaffte, und er unterzeichnete am 7. Juni 1638 in Cambridge einen Vertrag mit den Schmieden Stephen und Matthew Daye und drei Arbeitern, um die Ausrüstung an Bord des Schiffes John of London nach Amerika zu verschiffen und sie später zu betreiben.  Glover starb auf der Rückreise nach Amerika später im Jahr 1638 an Fieber, aber seine Frau und die Brüder Daye konnten seine Arbeit zum Aufbau einer Druckerpresse in Neuengland fortsetzen.
Die American Antiquary Society dokumentiert, dass Glover sein Testament am 16. Mai 1638 verfasst hatte, und es wurde am 22. Dezember desselben Jahres vom Prerogative Court of Canterbury genehmigt.
Mit der von Glover erworbenen Ausrüstung veröffentlichte Daye 1639 The Free Man's Oath, eine Dokumentation für einen Treueeid auf die Kolonisten. The Whole Booke of Psalmes, das im folgenden Jahr, 1640, veröffentlicht wurde, war das erste Buch in voller Länge, das in der Neuen Welt veröffentlicht wurde.
Jose und Elizabeth Glover hatten einen Sohn, John, der ebenfalls Absolvent von Harvard und Arzt wurde und 1668 starb.